# Emil Lohbeck
Emil August Lohbeck (Sprockhövel, 15 settembre 1905 – Berlino, 29 luglio 1944) è stato un cestista tedesco.

## Carriera
Con la Germania ha disputato tre partite alle Olimpiadi del 1936.